# Rachitismo
Il rachitismo (dal latino scientifico rachitis cioè rachitide, dal greco ῥαχῖτις cioè malattia della spina dorsale) è una malattia tipica dell'età pediatrica ed è causato da un difetto di ossificazione del tessuto osseo di nuova formazione, soprattutto a livello delle cartilagini di coniugazione e delle zone di calcificazione provvisoria.
Il rachitismo colpisce sia gli esseri umani sia gli animali nei primi mesi di vita. Il termine viene usato anche in botanica per descrivere le piante sviluppatesi irregolarmente a causa di parassiti o di carenza di elementi nutritivi.

## Cause
Al centro dell'eziopatogenesi del rachitismo si trovano alterazioni del metabolismo osseo e della vitamina D. La Vitamina D3 viene prodotta per il 90% a livello cutaneo dal colesterolo attraverso l'azione della componente ultravioletta UVB dei raggi solari e solo per il 10% viene introdotta con la dieta. La vitamina D3 o colecalciferolo deve subire alcune trasformazioni prima di essere attiva. La prima modificazione avviene a livello epatico dove subisce una prima idrossilazione in posizione 25 da parte di una 25-idrossilasi epatica. Il prodotto di questa idrossilazione è una 25-OH-vitamina D3 la quale non ha ancora alcuna attività se non quella di inibire, con un meccanismo a feedback negativo la 25-idrossilasi epatica. Questo permette di regolare le quantità circolanti di 25-OH-vitamina D3 indipendentemente dalla disponibilità di Vitamina D3.
La 25-OH-vitamina D3 verrà quindi ulteriormente idrossilata in posizione 1 da una alfa idrossilasi renale in 1,25-(OH)2-D3 o calcitriolo che rappresenta il metabolita attivo della vitamina D3.
Il calcitriolo determina un aumentato assorbimento intestinale di calcio e la mobilitazione di calcio e fosfati nell'osso. Il risultato è un aumento della calcemia. La quantità di calcitriolo prodotta è regolata a sua volta con un meccanismo a feedback dalle paratiroidi e dal paratormone (PTH).
Infatti l'aumento della calcemia indotto dal calcitriolo inibisce la produzione del PTH. Il PTH è un induttore della alfa 1 idrossilasi renale insieme alla riduzione della concentrazione dei fosfati intracellulari. Quindi all'aumentare della calcemia corrisponde una riduzione del PTH con riduzione della idrossilazione in posizione 1 del 25-OH-D3, riduzione del calcitriolo e riduzione dall'assorbimento intestinale di calcio e viceversa.
Il calcitriolo esercita la sua azione attivando un recettore specifico VDR (Vitamin D receptor) che codifica per l'attivazione di proteine NTP2 che trasportano sodio e fosfati.

## Classificazione
Rachitismi non genetici
- Mancata formazione del metabolita attivo
  - Deficit nutrizionali (assoluti o relativi)
  - Malassorbimento (celiachia, fibrosi cistica)
  - Mancata fotoesposizione
  - Malattie epatiche croniche
  - Malattie renali croniche
  - Terapia anticonvulsante (barbiturici)
- Resistenza d'organo iatrogena ai metaboliti attivi della vitamina D
  - Indotti ad esempio dall'uso di terapia corticosteroidea cronica
- Ipoparatiroidismo

Rachitismi genetici
- Ipofosfatemia familiare (rachitismo vitamina D resistente)
- Rachitismo vitamina D dipendente di tipo 1
- Rachitismo vitamina D dipendente di tipo 2

## Sintomi
Si possono identificare vari quadri clinici a seconda dell'età di insorgenza e della gravità della carenza di calcitriolo.
La carenza di vitamina D determina una riduzione della concentrazione ematica di calcio. Quando i valori di calcemia sono troppo bassi, viene secreto in risposta il paratormone (PTH) che mobilita il calcio e il fosforo dal tessuto osseo. In questo modo si mantiene una calcemia adeguata, ma compaiono alterazioni secondarie come le alterazioni scheletriche tipiche del rachitismo, ipofosforemia (il PTH riduce l'assorbimento renale del fosforo) e l'elevazione della fosfatasi alcalina (dato che è aumentata l'attività osteoclastica del tessuto osseo).

### Scheletro
A livello scheletrico si può osservare la presenza di craniotabe (tenendo la testa tra le mani e facendo una leggera pressione sulla parte superiore della nuca, la si sente elastica e cedevole con la consistenza della pergamena). Si può osservare platicefalia, capo quadrato, prominenza delle bozze frontali e parietali. Fontanella posteriore e anteriore ampia.
Successivamente cominciano a comparire i problemi allo scheletro, che iniziano dalla gabbia toracica. Questa assume una forma a imbuto capovolto, in quanto la parte superiore del torace si deprime ai lati, mentre lo sterno sporge all'esterno, le coste fluttuanti vengono spinte in alto e all'esterno e sul margine inferiore del torace compare un solco detto di Harrison. A livello dei polsi, delle caviglie e del torace si formano delle nodosità (rosario rachitico), che si allargano similarmente a braccialetti, dovute allo slargamento a paletta delle estremità (epifisi) del radio e della tibia dovuti ad abbondanza di tessuto osteoide non mineralizzato.
Le ultime a comparire sono le modificazioni a carico degli arti. Se non opportunamente trattata, infatti, la malattia provoca l'incurvamento delle ossa quando il bambino comincia a muoversi e a camminare (ginocchio valgo o ginocchio varo, che deve essere distinto da altre forme di patologia, come ad esempio la malattia di Blount) (vedi figura). Nelle forme più accentuate si può osservare cifoscoliosi, ritardata eruzione dei denti con smalto ipoplasico e colorito giallastro. Le ossa si possono fratturare facilmente.

### Segni radiologici

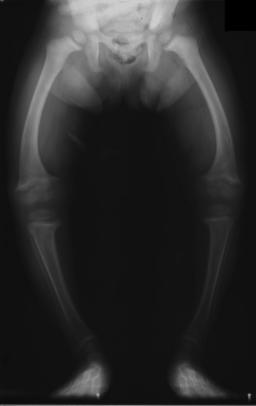
Radiografia delle gambe di un bambino di due anni affetto da rachitismo

A livello radiologico si osserva assottigliamento delle ossa craniche, riduzione della densità ossea, aspetto lamellare del periostio, deformazione a coppa a livello metafisario.

### In generale
I piccoli sono pallidi, ritardano ad alzarsi in piedi, si affaticano facilmente. Sono spesso soggetti a raffreddori e influenze; la deformazione della cassa toracica che rende difficile la respirazione, con conseguenti infiammazioni (bronchite, broncopolmonite).
Il primo sintomo spesso lo si vede nella cute, che è molto delicata: se vi si passa sopra con un dito compaiono strisce rosse (dermografismo rosso). La testa si bagna di sudore nel sonno e durante i pasti.
L'addome per l'ipotonia muscolare può essere globoso.

## Terapia
La cura del rachitismo consiste nella somministrazione di vitamina D, di raggi ultravioletti o nella semplice elioterapia.

## Rachitismo vitamina D-resistente
Esistono forme di rachitismo che non ottengono benefici dalla somministrazione della vitamina D.
Queste sindromi comprendono difetti ereditari o acquisiti del metabolismo della vitamina D, difetti ereditari dei recettori per le vitamine e malattie del tubulo renale.
- Ipofosfatemia familiare - I meccanismi patogenetici comprendono difetti del riassorbimento dei fosfati nel tubulo prossimale renale e della conversione di 25-OH-D in calcitriolo. Questo avverrebbe per una mutazione nel gene PHEX (gene regolante i fosfati con analogie con le endopeptidasi situato sul cromosoma X. Il gene PHEX stimolato dal calcitriolo codifica per una endopeptidasi prodotta a livello osseo da parte degli osteoblasti che inattiva la fosfatonina. La fosfatonina sopprime la mineralizzazione ossea, promuove la fosfaturia, sopprime l'alfa 1 idrossilasi. Il risultato di una mutazione del PHEX è una riduzione di queste endopeptidasi e di conseguenza della mancata inattivazione della fosfatonina con iperfosfaturia. Clinicamente la forma risulta molto simile al rachitismo classico. Raramente tuttavia si osserva ipocalcemia sintomatica, rosario rachitico e solco di Harrison. Questi pazienti vanno incontro tuttavia a deformità pulpari che li rendono precocemente edentuli. La terapia di queste forme vitamina D resistenti si basa sull'utilizzo dei fosfati che vanno somministrati 4-5 volte al giorno e del calcitriolo.
- Rachitismo vitamino D dipendente tipo I - È determinato da una ridotta produzione di calcitriolo per una mutazione sul gene P450C1alfa sul cromosoma 12, trasmesso in maniera autosomica recessiva, che codifica per una proteina componente la reazione di alfa 1 idrossilazione renale. Spesso questa forma ha un esordio grave con una ipocalcemia sintomatica. Si associa a dolori muscolari e ipotonia. La terapia consiste nella somministrazione dall'esterno di vitamina D attiva e calcio.
- Rachitismo vitamino D dipendente tipo II - Anch'esso è a trasmissione autosomica recessiva, ma è determinato da resistenza al recettore al calcitriolo, che si ottiene per una singola mutazione aminoacida in uno dei domini zinc-finger di legame al DNA del recettore. La sintomatologia è simile alla forma classica, spesso in queste forme si associa alopecia. La terapia consiste in somministrare alte dosi di calcitriolo per cercare di vincere la resistenza dei VDR.

## Rachitismo adulto
Nell'adulto può verificarsi una forma morbosa, simile all'osteomalacia, detta rachitismo adulto.

## Veterinaria
Se animali, specialmente in fase di crescita, vengono alimentati con diete povere di calcio, si verifica una maggiore produzione di ormone paratiroideo per riequilibrare i livelli plasmatici di tale elemento. Essendo legata alla dieta, tale condizione di iperparatiroidismo è definita iperparatiroidismo primario nutrizionale. 
Nei carnivori è causato soprattutto da diete non bilanciate, a base o quasi esclusivamente composte da carne e/o derivati, il cui contenuto di calcio è insufficiente. 
La sintomatologia principale negli animali molto giovani consiste in riluttanza al movimento per le deformazioni e fratture degli arti e della colonna vertebrale che si verificano per l'indebolimento delle ossa.
La terapia consiste nella somministrazione di un'alimentazione bilanciata con un contenuto di calcio appropriato o nell'aggiungere alla dieta supplementi di calcio. La somministrazione aggiuntiva di vitamina D è controindicata perché i suoi livelli ematici sono già alti a causa dell'iperparatiroidismo.
Le deformazioni ossee regrediscono raramente.